# روبرتو کالوی
روبرتو کالوی (ایتالیایی: Roberto Calovi؛ زادهٔ ۲۶ مارس ۱۹۶۳) دوچرخه‌سوار اهل ایتالیا است.